# NGC 5127
NGC 5127 é uma galáxia elíptica (E) localizada na direcção da constelação de Canes Venatici. Possui uma declinação de +31° 33' 55" e uma ascensão recta de 13 horas, 23 minutos e 45,2 segundos.
A galáxia NGC 5127 foi descoberta em 13 de Março de 1785 por William Herschel.